# Marta Fernández Infante
Marta Fernández Infante (Burgos, 6 d'agost de 1994) és una nedadora de natació adaptada espanyola.
Va néixer amb paràlisi celebral i, seguint consells mèdics, des de petita va començar a fer natació. Va estudiar Administració i Direcció d'Empreses i és funcionària de l'Estat a Valladolid. Forma part del Club Deportivo Fusión i entrena al Centro de Tecnificación Deportiva Río Esgueva de Valladolid.
El desembre de 2020, al Campionat d'Espanya de Natació Adaptada que es va fer a Oviedo, va aconseguir la marca mínima per a participar en els Jocs Paralímpics de Tòquio en els 50 metres papallona, classe S5, amb un temps de 42.18. Amb aquesta marca, a més, va batre el rècord d'Espanya que des del 2012 tenia Teresa Perales. Posteriorment va participar en el Trofeu Internacional Ciutat de Barcelona de natació adaptada que es va fer al febrer de 2021, on va assolir la mìnima A en els 50 metres braça, classe SB3, amb 1.30, i amb la qual va aconseguir un nou rècord espanyol.
La pandèmia de la Covid-19 no li va permetre poder passar la classificació internacional de la discapacitat que estableix el Comitè Paralímpic Internacional fins l'abril de 2021, que la va situar en la classe clase S4-SB3-SM4.
El mateix abril de 2021 va debutar amb la selecció espanyola al Campionat del Món de natació adaptada que es va fer a Sheffield i al maig va participar en el seu primer esdeveniment internacional, el Campionat del Món d'Europa Open de natació paralimpica celebrat a Funchal. Va guanyar una medalla d'or als 50 metres papallona S5 i tres plates en els 50 metres braça SB3, els 100 metres lliures S4 i els 50 metres lliures S4 i va establir un rècord mundial en papallona.
Als Jocs Paralímpics d'estiu 2020 va guanyar la medalla d'or a la prova SB3 de 50 metres braça, una medalla de plata a la prova de 50 metres papallona S5 (batent el seu propi rècord) i una medalla de bronze als 50 metres lliures S4.
El 2021 va obtenir el Premio Pódium Deporte y discapacidad que atorga la Conselleria de Cultura i Turisme de Castella i Lleó.

## Palmarès internacional
| Jocs Palarímpics | Jocs Palarímpics | Jocs Palarímpics | Jocs Palarímpics  |
| Any              | Lloc             | Medalla          | Prova             |
| ---------------- | ---------------- | ---------------- | ----------------- |
| 2020             | Tòquio (Japó)    | 1                | 50 m braça SB3    |
| 2020             | Tòquio (Japó)    | 2                | 50 m papallona S5 |
| 2020             | Tòquio (Japó)    | 3                | 50 m lliures S4   |